# أولكسندر تكاتشينكو (صحفي)
أولكسندر فلاديسلافوفيتش تكاتشينكو (بالأوكرانية: Олекса́ндр Владисла́вович Ткаче́нко)‏ (من مواليد 22 يناير 1966) صحفي ومدير تنفيذي وسياسي أوكراني، يشغل منصب وزير الثقافة وسياسة المعلومات في أوكرانيا منذ 4 يونيو 2020.

## وصلات خارجية
- أولكسندر تكاتشينكو  على فيسبوك.